# El Potrero del Paso
El Potrero del Paso är en ort i Mexiko.   Den ligger i kommunen Tuxpan och delstaten Michoacán de Ocampo, i den södra delen av landet, 140 km väster om huvudstaden Mexico City. El Potrero del Paso ligger 1 817 meter över havet och antalet invånare är 162.
Terrängen runt El Potrero del Paso är huvudsakligen kuperad. El Potrero del Paso ligger nere i en dal. Runt El Potrero del Paso är det ganska tätbefolkat, med 116 invånare per kvadratkilometer. Närmaste större samhälle är Ciudad Hidalgo, 11,8 km nordväst om El Potrero del Paso. Omgivningarna runt El Potrero del Paso är en mosaik av jordbruksmark och naturlig växtlighet.